# Gyöngy István
Gyöngy István (Budapest, 1951. –) magyar matematikus, a Magyar Tudományos Akadémia külső tagja. Kutatási területe a sztochasztikus differenciálegyenletek, a sztochasztikus parciális differenciálegyenletek és azok alkalmazása a nemlineáris szűrésben és a sztochasztikus kontrollban. 2008-tól a numerikus elemzésre és különösen a felgyorsított numerikus módszerekre összpontosította figyelmét, a Richardson-extrapolációt alkalmazva.

## Életpályája
1981-ben a Moszkvai Állami Egyetemen kandidált, Nicolai V. Krylov felügyelete alatt.
Korábban a budapesti Eötvös Loránd Tudományegyetem Valószínűségelméleti és Statisztikai Tanszékén, 1995-től az Edinburgh-i Egyetem tanára, professzora, ahol a valószínűség és sztochasztikus elemzés kutatócsoport vezetője. 2025-ben a Magyar Tudományos Akadémia külső tagjává választották.

## Fordítás
- Ez a szócikk részben vagy egészben  az   István Gyöngy című angol Wikipédia-szócikk ezen változatának fordításán alapul.  Az eredeti cikk szerkesztőit annak laptörténete sorolja fel. Ez a jelzés csupán a megfogalmazás eredetét és a szerzői jogokat jelzi, nem szolgál a cikkben szereplő információk forrásmegjelöléseként.